# John Sarbanes
John Peter Spyros Sarbanes (Baltimora, 22 maggio 1962) è un politico e avvocato statunitense, membro della Camera dei rappresentanti per lo stato del Maryland dal 2007 al 2025.

## Biografia
Figlio maggiore dell'ex deputato e senatore Paul Sarbanes, John ottenne un bachelor dall'Università di Princeton e si laureò in legge ad Harvard nel 1988.
Dopo gli studi, Sarbanes lavorò come avvocato presso uno studio legale. Svolse questa professione per diciassette anni, dal 1989 al 2006.
Nel 2006 il padre di John decise di ritirarsi dal Senato e così il deputato democratico Ben Cardin si candidò per succedergli, vincendo le elezioni. John allora si candidò a sua volta per occupare il seggio lasciato vacante da Cardin e fu eletto con il 64% dei voti.
Nel 2008 venne rieletto per un secondo mandato con il 69% dei voti e nel 2010 fu riconfermato con il 61%.
John Sarbanes è sposato dal 1988 con Dina, sua compagna di università e da lei ha avuto tre figli.